# Lisa Alvgrim
Lisa Alvgrim, född 31 december 1970 och uppvuxen i bostadsområdet Kulladal i Malmö är en svensk koreograf, dansare och danslärare, utbildad vid Balettakademin i Göteborg.

## Biografi
Lisa Alvgrim har haft ett långvarigt samarbete med humorgruppen Galenskaparna och After Shave, som inleddes 1994 när hon gjorde koreografin till revyn Lyckad nedfrysning av herr Moro, en insats som gav henne priset Guldmasken 1996. I filmen Monopol (1996) spelar hon "kulturministern" , som lär resten av regeringen att steppa. Hon medverkade även i revyerna Alla ska bada (1997) och Jul jul jul (2000). 1998 medverkade hon i SVT:s julkalender När karusellerna sover i rollen som Piratdrottningen.
År 2010–2011 gjorde hon en del koreografi till Galenskaparna och After Shaves föreställning Hagmans Konditori, regisserad av Claes Eriksson. Hon har också lärt ut steppdans på dansskolan Dansforum  i Göteborg.

## Teater

### Koreografi (ej komplett)
| År   | Produktion                   | Upphovsmän                                                                 | Regi              | Teater                |
| ---- | ---------------------------- | -------------------------------------------------------------------------- | ----------------- | --------------------- |
| 2018 | Fanny och Alexander          | Ingmar Bergman Bearbetning Stefan Larsson, Eva Bergman                     | Eva Bergman       | Göteborgs stadsteater |
| 2019 | Trollflöjten Die Zauberflöte | Wolfgang Amadeus Mozart och Emanuel Schikaneder Översättning Alf Henrikson | Melanie Mederlind | Göteborgs stadsteater |